# Saint-Omer Open 2010

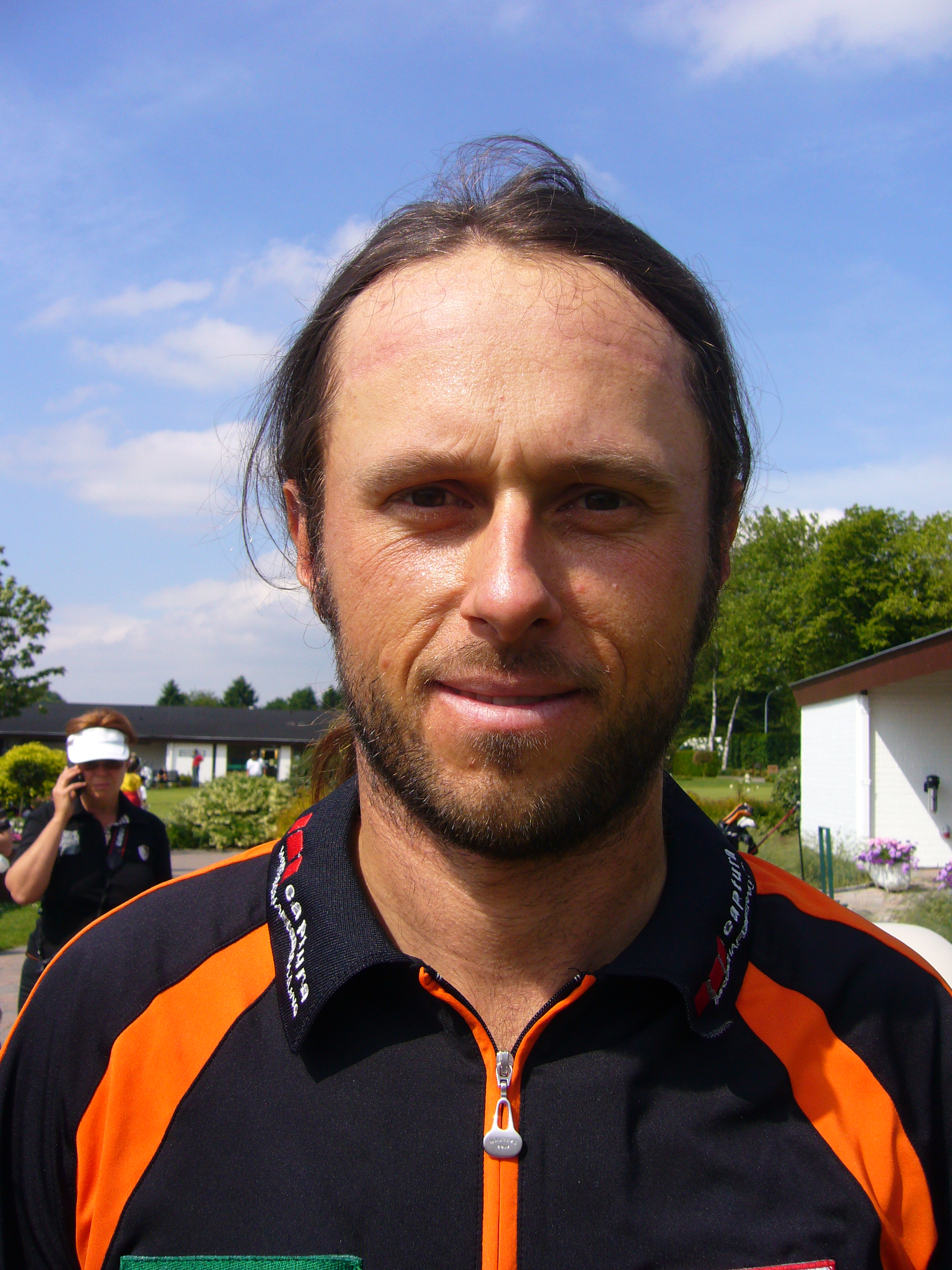
Martin Wiegele
Winnaar 2010

Het Saint-Omer Open van 2010 wordt van 17-20 juni gespeeld, wederom op de Aa Saint-Omer Golf Club. De volledige naam van het toernooi is het Saint-Omer Open presented by Neuflize OBC.
In deze week wordt ook het US Open gespeeld. Het is dus een klein toernooi, zowel qua aantal spelers als qua niveau van de spelers. Er is slechts € 600.000 aan prijzengeld. Betere spelers nemen vaak deze week vrij. Spelers van categorie 11,12 en 13 mogen dan spelen, zodat Floris de Vries (cat.13) ook mag meedoen. Dit maakt het mogelijk voor spelers van genoemde categorieën om hier hun eerste overwinning op de Europese Tour te behalen, zoals dat gebeurde met Brett Rumford (2003), José-Filipe Lima (2004), Joakim Bäckström (2005), César Monasterio (2006) , Carl Suneson (2007), David Dixon (2008), Christian Nilsson (2009). Vijf van hen nemen dit jaar aan het toernooi deel.

## Verslag

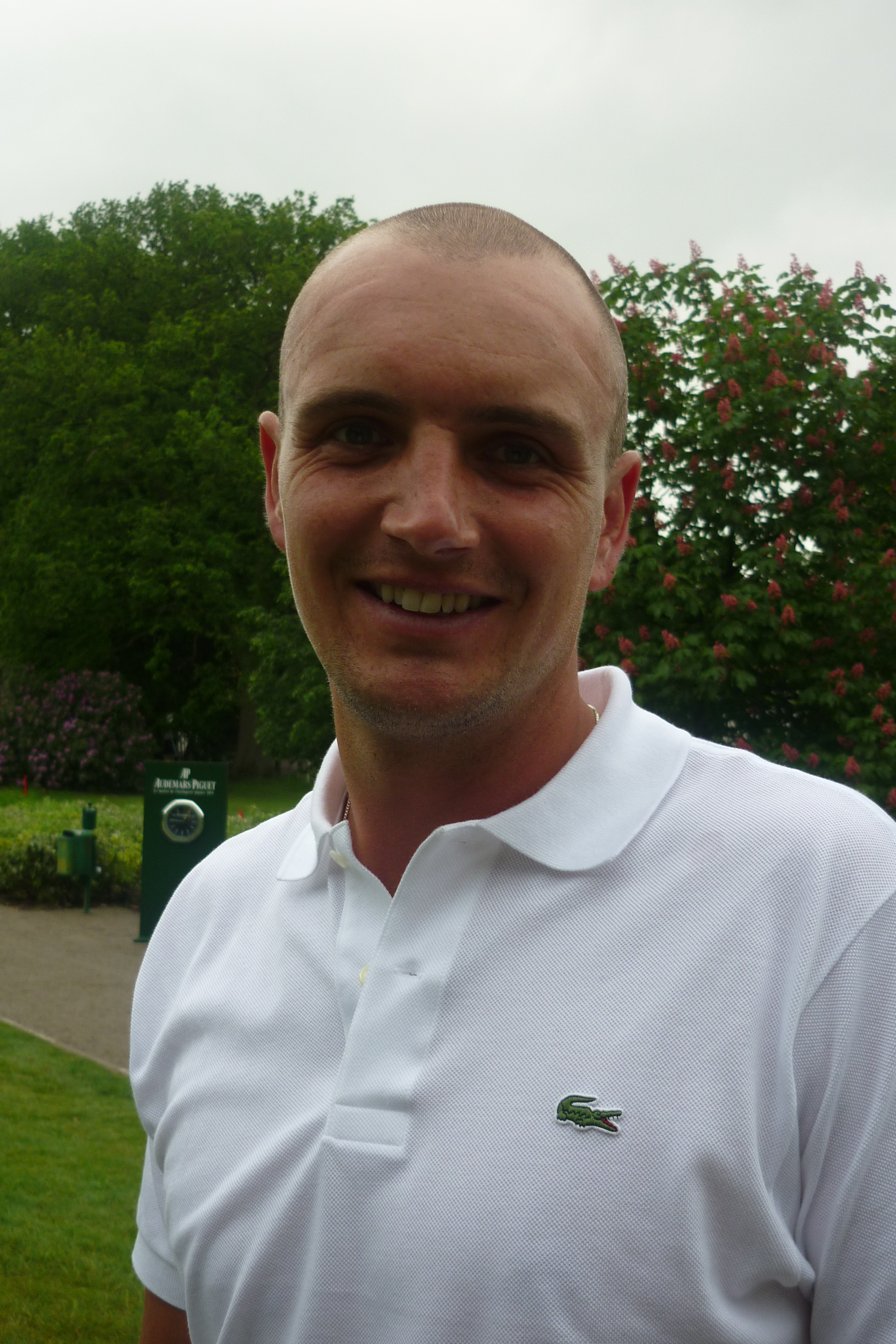
Robert Dinwiddie
Toernooirecord van 65

#### Ronde 1
Na de eerste ronde stonden Martin Wiegele en Colm Moriarty samen aan de leiding met een score van 66. De par van de baan is 71.

#### Ronde 2
Vrijdag maakte Robert Dinwiddie 65 en nam met -6 de leiding over. Wiegele kwam op de tweede plaats met -5. Aan het einde van de tweede ronde stond Floris de Vries op +3 en kwalificeerde zich voor het weekend. Inder van Weerelt en Wil Besseling misten de kwalificatie.

#### Ronde 3 en 4
De derde ronde gaf een nieuwe leider te zien, de Engelsman Jamie Elson. Dinwiddie zakte naar de tweede plaats maar zakte zondag nog verder af. Floris de Vries speelde onder par en steeg naar de 30ste plaats. Zondag kwam daar een ronde van 76 bij zodat hij op de 53ste plaats eindigde.

15:30 uur: Halverwege de laatste ronde stonden Elson en Wiegele beiden met op -8 aan de leiding. Elson en Jacquelin spelen de laatste partij en moeten nog zes holes spelen, Wiegele moet nog vier holes.

17:30 uur: Het toernooi is afgelopen en Martin Wiegele heeft gewonnen met een laatste ronde van 68 en een totaalscore van -7.
- Live leaderboard

| Eindstand | Naam              | R1 | Score | Nr   | R2 | Score | Totaal | Nr  | R3 | Score | Totaal | Nr  | R4 | Score | Totaal |
| --------- | ----------------- | -- | ----- | ---- | -- | ----- | ------ | --- | -- | ----- | ------ | --- | -- | ----- | ------ |
| 1         | Martin Wiegele    | 66 | -5    | T1   | 71 | par   | -5     | 2   | 72 | +1    | -4     | T4  | 68 | -3    | -7     |
| T2        | Robert Dinwiddie  | 71 | par   | T24  | 65 | -6    | -6     | 1   | 71 | par   | -6     | T2  | 72 | +1    | -5     |
| T2        | Jamie Elson       | 71 | par   | T24  | 67 | -4    | -4     | T3  | 68 | -3    | -7     | 1   | 73 | +2    | -5     |
| T2        | Raphaël Jacquelin | 73 | +2    | T60  | 68 | -3    | -1     | T14 | 66 | -5    | -6     | T2  | 72 | +1    | -5     |
| 11        | Colm Moriarty     | 66 | -5    | T1   | 73 | +2    | -3     | T6  | 73 | +2    | -1     | T8  | 72 | par   | -1     |
| T53       | Floris de Vries   | 72 | +1    | T41  | 73 | +2    | +3     | T56 | 70 | -1    | +2     | T30 | 72 | +5    | +7     |
| MC        | Wil Besseling     | 72 | +1    | T41  | 74 | +3    | +4     |     |    |       |        |     |    |       |        |
| MC        | Inder van Weerelt | 81 | +10   | T155 | 73 | +2    | +12    |     |    |       |        |     |    |       |        |

## Spelers
| - Phillip Archer - Joakim Bäckström (2005) - Peter Baker - Benn Barham - Sion E. Bebb - Magnus Carlsson - Clodomiro Carranza - Gary Clark - Andrew Coltart - Carlos Del Moral - Robert Dinwiddie - David Dixon (2008) - Scott Drummond - Pelle Edberg - Jamie Elson - Klas Eriksson - Oscar Floren - Charlie Ford - Florian Fritsch - Lorenzo Gagli | - Chris Gane - Jean-Baptiste Gonnet - Branden Grace - Stephan Gross Jr. - Mark F Haastrup - Anton Haig - Sam Hutsby - Raphaël Jacquelin - Lee S James - Steven Jeppesen - Eirik Tage Johansen - Roope Kakko - Alexandre Kaleka - James Kamte - José-Filipe Lima (2004) - Michaël Lorenzo-Vera - Callum MacAulay - Andrew McArthur - Jamie McLeary - César Monasterio (2006) | - Gary Murphy - Henrik Nyström - Steven O'Hara - Fredrik Ohlsson - Gareth Paddison - John Parry - Carlos Rodiles - James Ruth - Julien Quesne - Eric Ramsay - Jarmo Sandelin - Lee Slattery - Roland Steiner - Carl Suneson (2007) - Alessandro Tadini - Andrew Tampion - Miles Tunnicliff - David Vanegas - Floris de Vries - Sam Walker - Martin Wiegele | Nationale Order of Merit - Baptiste Chapellan - Bruno-Teva Lecuona - Fabien Marty - Julien Xanthopoulos Sponsors uitnodiging - Rudy Thuillier - Benoit Teilleria - Rapaël Eyraud - Olivier David - Anthony Grenier - Johan Lopez-Lazzaro (AM) - Victor Dubuisson (AM) - Zhiqun Lam (AM) - Marcus Both - Chris Rodgers - Angelo Que - Matthew Zions Reserve - Anders Schmidt Hansen (cat.13-37) |

Zie ook: Europese PGA Tour 2010